# Harburg-Wilhelmsburg
Koordinaten: 53° 28′ N, 9° 59′ O
Harburg-Wilhelmsburg war eine Stadt im Regierungsbezirk Lüneburg in der preußischen Provinz Hannover. Sie wurde am 1. Juli 1927 im Unterelbegesetz durch Vereinigung des Stadtkreises Harburg, mit den darin eingegliederten Gemeinden Heimfeld und Wilstorf (seit 1888), Lauenbruch (1906) und Eißendorf (1910) sowie des Stadtkreises (seit 1925) Wilhelmsburg gebildet und ebenfalls zum Stadtkreis erklärt. Durch die Zusammenlegung der Städte Harburg/Elbe und Wilhelmsburg wollte Preußen die wirtschaftliche Situation gegenüber dem starken Nachbarn Hamburg verbessern. Harburg-Wilhelmsburg hatte damals ca. 110.000 Einwohner und war somit eine Großstadt. Harburg blieb auch weiterhin Sitz der Kreisverwaltung für den Landkreis Harburg (obwohl der Stadtkreis nicht dazu gehörte). Oberbürgermeister dieser neugebildeten Stadt wurde der vormalige Oberbürgermeister von Harburg, Walter Dudek (SPD).
1928 gelang es, eine Hafengemeinschaft des Hamburger Hafens und der preußischen Häfen Altona und Harburg zu bilden. In diese Zeit fällt auch der Bau des vierten Harburger Seehafenbeckens am ehemaligen Ort Lauenbruch.
Nach der Machtübernahme der Nationalsozialisten 1933 wurde Dudek mit Waffengewalt aus dem Amt des Oberbürgermeisters entlassen, da er seit dem Jahre 1916 Mitglied der SPD war. Ludwig Bartels wurde als sein Nachfolger eingesetzt.
Im Rahmen des Groß-Hamburg-Gesetzes wurde Harburg-Wilhelmsburg mit Wirkung zum 1. April 1937 zusammen mit anderen Gemeinden und Städten Preußens in den Staat Hamburg eingegliedert. Mit Wirkung vom 1. April 1938 verlor die Stadt ihre Eigenständigkeit und ging zusammen mit der Stadt Hamburg und den übrigen hamburgischen Gebieten in der neuen Einheitsgemeinde Freie und Hansestadt Hamburg auf. Harburg ist heute, ebenso wie die Orte des ehemaligen Stadtkreises, ein Stadtteil. Er bildet mit diesen den Kernbereich des Hamburger Bezirks Harburg.
Der Stadtteil Wilhelmsburg wurde zum 1. März 2008 aus dem Bezirk Harburg ausgegliedert und dem Bezirk Hamburg-Mitte zugeordnet.
Im Zweiten Weltkrieg wurde durch Bombenangriffe auch die Kreisverwaltung für den Landkreis Harburg zerstört und 1944 nach Winsen (Luhe) verlegt.